# Erythrodiplax avittata
Erythrodiplax avittata ist eine Libellenart aus der Unterfamilie Sympetrinae. Nachgewiesen ist die Art in Brasilien. Die Larve ist derzeit noch nicht beschrieben. Das Artepitheton leitet sich vom Fehlen der seitlichen Flecken auf der Stirn ab, die die Art von Erythrodiplax basalis abgrenzt.

## Merkmale
Ausgefärbte männliche Vertreter der Erythrodiplax avittata haben eine blau-schwarze Grundfärbung und einen, wie bei den  Weibchen, durchschnittlich 18 Millimeter langen, schlanken Hinterleib (Abdomen). Das zweite und die vordere Hälfte des dritten Hinterleibssegments sind mit einem hellblauen Staub überzogen, der sich auch auf dem Rücken des Brustkorbs (Thorax) wiederfindet. Leicht sind auch die weiteren Segmente bis zum siebten bestäubt. Die Hinterleibsanhänge sind schwarz und ähneln jenen der Erythrodiplax basalis. Das Abdomen der Weibchen ist gelblich braun und nur auf der Unterseite und entlang des dorsalen Kiels schwarz. Dabei weitet sich das dorsale Band auf dem achten und neunten Segment.
Während der Thorax der Männchen bläulich schwarz mit hellblauer Bestäubung ist, ist er bei den Weibchen im hinteren Teil der Seiten grünlich braun und vorne und dorsal dunkelbraun. Auf den durchsichtigen Flügeln ist im Bereich des Ansatzes ein kleiner dunkelbrauner Fleck vorhanden, der insbesondere im Vorderflügel sehr schwach ausfällt. Im bei beiden Geschlechtern durchschnittlich 20,5 Millimeter langen Hinterflügel dehnt er sich bis zur ersten Antenodalader aus.
Im Gesicht sind die Männchen schwarz und die Weibchen grünlich braun. Dabei ist die Stirn der Weibchen nur etwas dunkler, wohingegen jene der Männchen leuchtend metallisch blau ist. Der Vertex der Männchen ist gelblich braun.

## Belege
1. ↑  Henrik Steinmann: World Catalogue of Odonata (Volume II Anisoptera) [S. 448f], de Gruyter, 1997, ISBN 3-11-014934-6
2. ↑  Garrison, Ellemrieder, Louton: Dragonfly Genera of the New World [S. 241f], The Johns Hopkins University Press, Baltimore 2006, ISBN 0801884462
3. 1 2 3 4  Donald Joyce Borror: A Revision of the Libelluline Genus Erythrodiplax (Odonata), S. 141ff, The Ohio State University, Columbus 1942